# Монграссано
Монграссано, Монґрассано (італ. Mongrassano, сиц. Mungrassanu) — муніципалітет в Італії, у регіоні Калабрія,  провінція Козенца.
Монграссано розташоване на відстані близько 410 км на південний схід від Рима, 85 км на північний захід від Катандзаро, 29 км на північний захід від Козенци.
Населення — 1626 осіб (2014).
Щорічний фестиваль відбувається третьої неділі серпня. Покровитель — Santa Lucia da Siracusa.

## Демографія
Населення за роками:

Станом на 1 січня 2023 року в муніципалітеті офіційно проживали 32 іноземці з 11 країн, серед них 14 громадян країн Євросоюзу.

## Сусідні муніципалітети
- Аккуаппеза
- Бізіньяно
- Червікаті
- Черцето
- Фаньяно-Кастелло
- Фускальдо
- Гуардія-П'ємонтезе
- Сан-Марко-Арджентано